# Love Love Love
Love Love Love é um filme de romance produzido na Índia, dirigido por Babbar Subhash e lançado em 4 de agosto de 1989.